# Papilio mayo
Papilio mayo är en fjärilsart som beskrevs av Atkinson 1873. Papilio mayo ingår i släktet Papilio och familjen riddarfjärilar. Inga underarter finns listade i Catalogue of Life.

## Bildgalleri

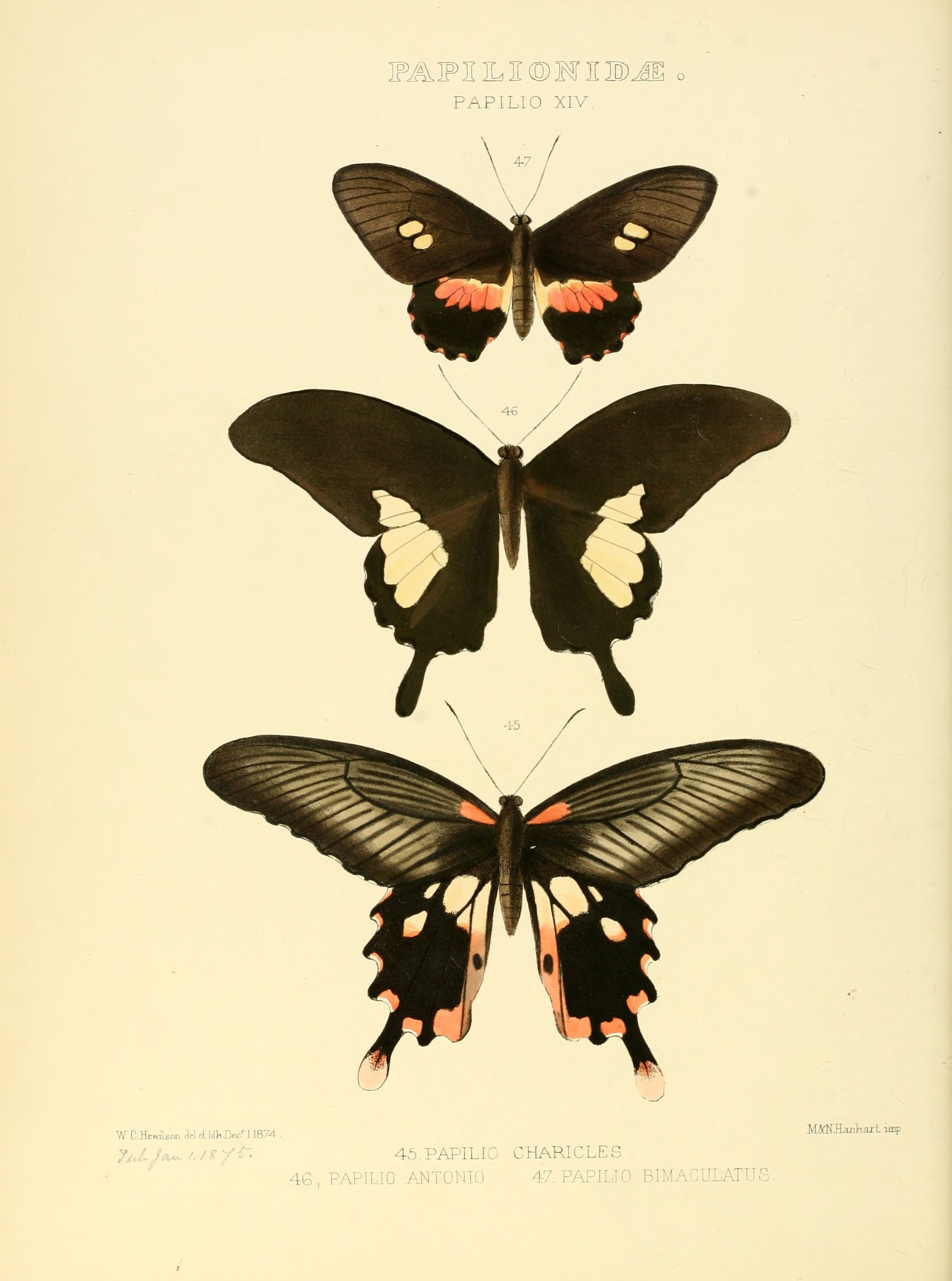
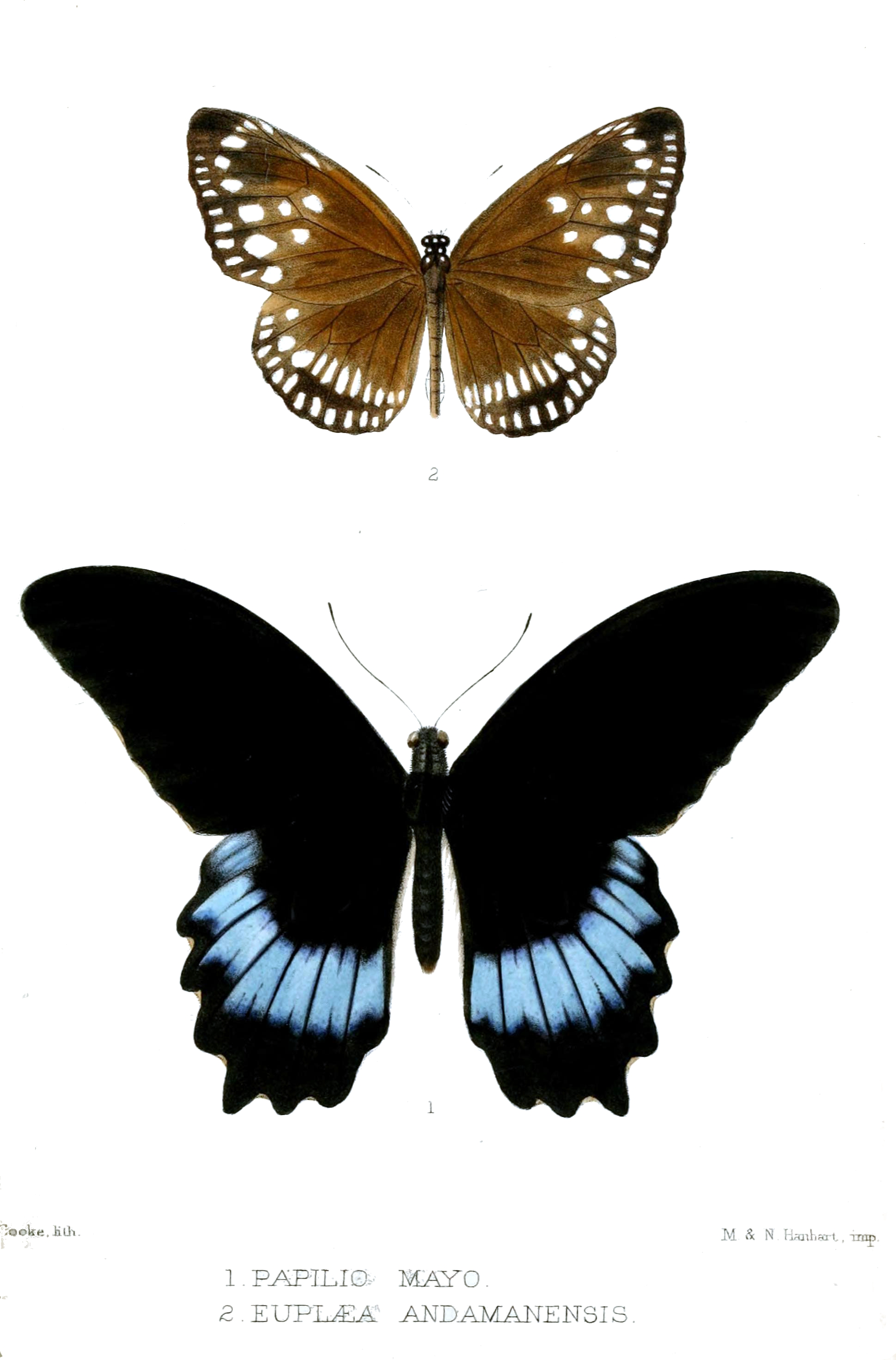